# Марія Божик-Ґутовська
Божик-Гутовська Марія Іванівна (пол. Maria Bożyk-Gutowska; нар. 15 серпня 1943, с. Гребенне) — українська громадська діячка у Вармінсько-Мазурському воєводстві Польщі, членкиня гуртка УСКТ в Кшевську, та кола УСКТ-ОУП в Ельблонгу, вчителька української та російської мови, багаторічний керівник дитячих музичних колективів кіл УСКТ.

## Походження
Народилася 1947 р. в с. Гребенному суч. Люблінського воєводства Польщі. Батьки — Іван Божик (кравець, 07.08.1947 р. висланий до табору праці «Явожно», табірний номер 3297, звільнений 07.01.1948 р., у таборі був кравцем) та Ксенія з дому Левко (селянка). Родина уникнула виселення бо два рази виїжджала з Гребенного до с. Седлисько. Перший раз в 1946 р., коли відбувалася вивозка до Радянської України і другий раз в 1947 р. коли загрожувала депортація на західні та північні землі Польщі.

## Освіта
Марія ходила в начальну школу в с. Гребенне. В 1957 р. поступила до загальноосвітнього ліцею імені Ю. Словацького з українською мовою навчання у Перемишлі. Після його закінчення 1961 р. Марія разом з друзями Ярославом Криком та Катериною Федик поїхала до Щеціна продовжувати науку на україністиці Вчительської студії (Studia Nauczytelske № 1) Вона розташовувалася в Щецині на розі вул. Armii Czerwonej (зараз вул. Monte Kasino) та Wielkopolskiej (гуртожиток, де мешкали студенти знаходився на вул. Niepodległości). Це був останній набір, який закінчив студії суто з української мови. По закінченню студій получила диплом вчителя української мови.

## Праця вчителем

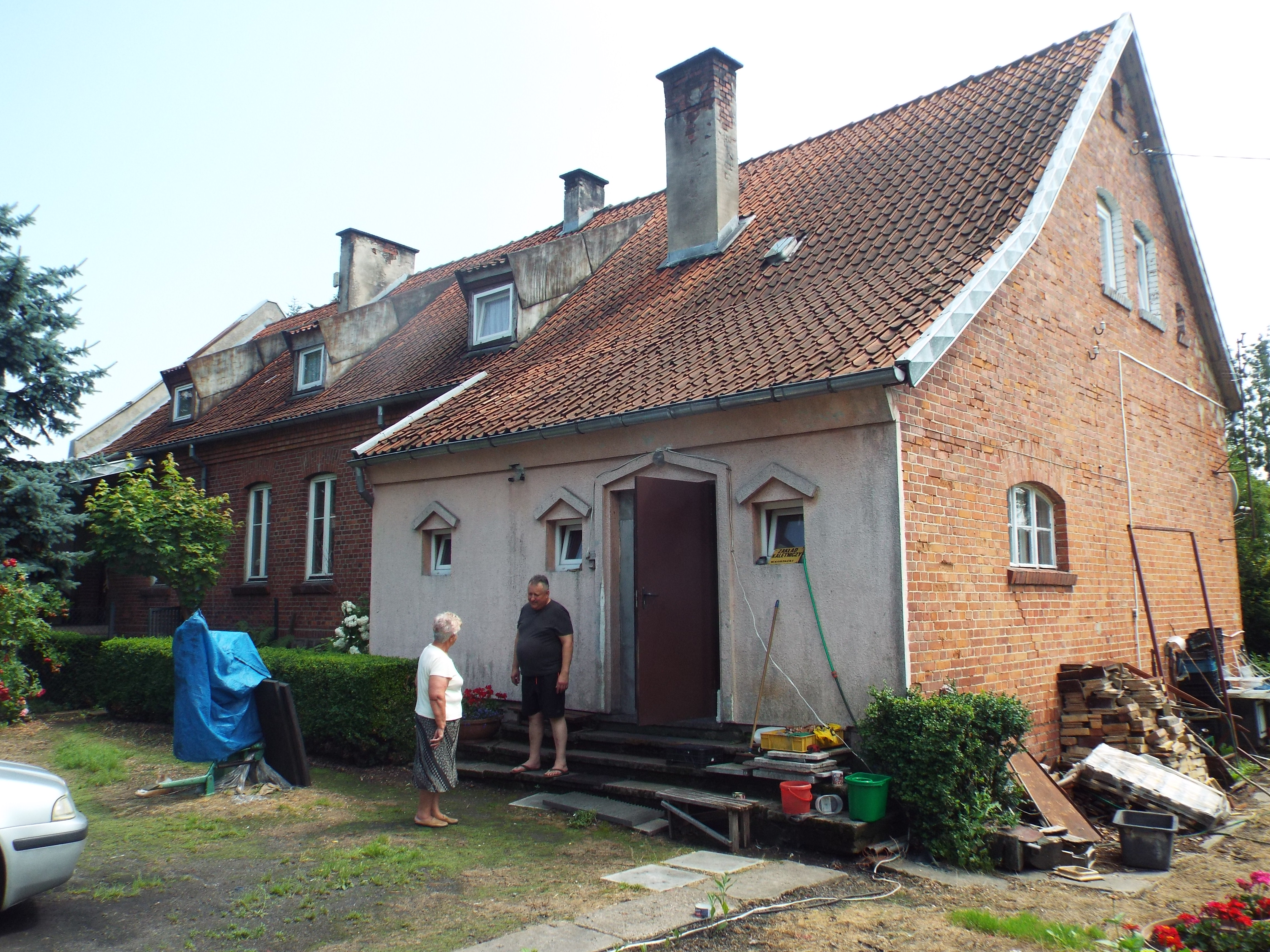
Будинок колишньої початкової школи в Жулвінцю, де Марія Гутовська розпочала навчання української мови. Фото 2021 р.

Взимку 1961/62 рр. в Вчительській студії не було вугілля отопити приміщення, тому слухачів розпустили по домам. Марія поїхала до племінника до Ельблонга, який працював на Замеху. Тут зустріла локального керівника відділу освіти, поляка родом з Волині, який намовив її після закінчення курсів приїхати до Ельблонзького повіту Гданського тоді воєводства. В 1957 р. в Журавцю відкрили нову школу. З 1962 р. в цій новій школі по вул. Elbląska 15 в Журавці починає працювати Марія. Тут вона працювала до 1998 р. вчителькою української та російської мови. Окрім школи в Журавці, в менших навколишніх місцевостях, зокрема в Жулвінцю розташованому неподалік Журавця на березі озера Друзно працювала початкова школа (Żółwiniec 10), куди місцеві діти ходили до 4 класу. Саме тут Марія організовує навчання українських дітей рідній мові. Навчання тут тривало з 1962 по 1966 р. Збиралося до 16 дітей. Самій Марії доводилося два рази на тиждень ходити пішки до неї 5 км. Пізніше вдалося отримати згоду від директора школи в Журавці на навчання українській мові тут. Тим більше що починаючи з п'ятої класи діти з Жулвінця і так приходили до Журавця на загальну науку. Пункт навчання української мовив Журавці вчителька вела 25 років. З уваги на її успіхи Марії пропонували виїхати до Ольштина, проте вона не погодилася бо то б означала закінчення українського навчання в районі Журавця.
Кілька разів Марія виїжджала на курс підвищення кваліфікації до Києва (тоді УРСР), а 1974 р. на річне навчання російської мови до міста Орел в РСФСР. Після повернення навчалася на відділі російської філології Гданського університету. 1978 р. захистила магістерську роботу на тему «Привабливі форми навчання російській мові» («Atrakcyjne formy nauczania języka rosyjskiego»). Пропонувалося використовувати короткі привабливі тексти, вірші, скоромовки для засвоєння слів з мови, яка вивчалася. Через два роки склала іспит другого ступеня спеціалізації з російської мови.

## Громадська робота в УСКТ-ОУП

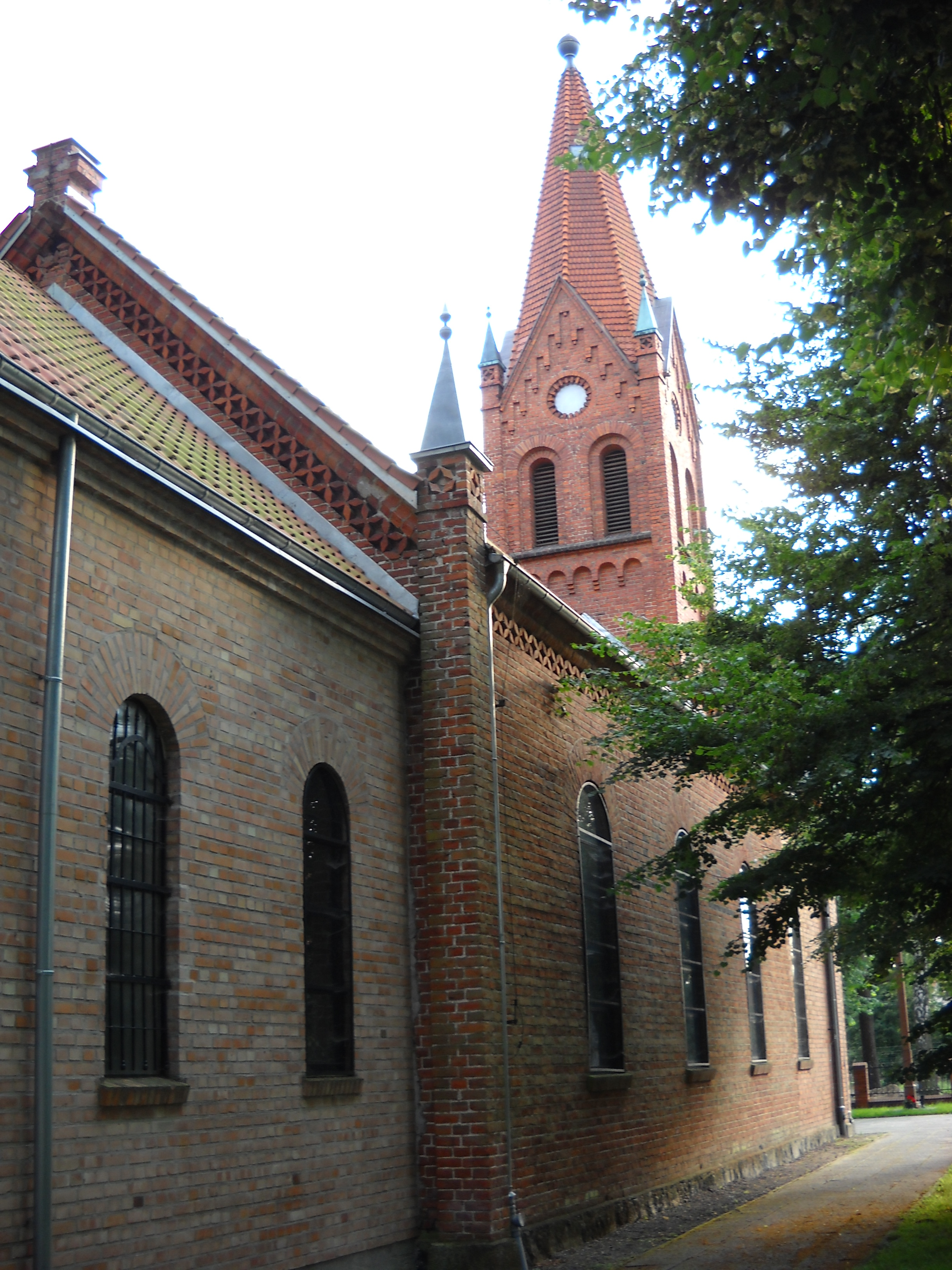
Церква Різдва Пресвятої Богородиці в Пасленку, де брала шлюб Марія Гутовська

З 1956 р. в ПНР почало діяти Українське суспільно-культурне товариство. Ще в Гребенному (де діяв гурток УСКТ) та Перемишлі Марія активно включилася в його діяльність. Громадську активність продовжила під час навчання у Вчительській студії. Тут брала участь у літературних вечорах (в четверги), які організовував Мирослав Трухан, а також у драматичному гуртку, який з концертами їздив по околиці, де мешкали українці та давав концерти. Українці реагували на ці виступи сльозами. Концерти відбувалися або в сільських світлицях або в школах.
Розташований на західному березі озера Друзно Кшевськ (перша польська назва Войцехово) став місцем формування одного з найбільш сильних гуртків новопосталого Українського суспільно-культурного товариства. У Кшевську була стара школа, яку було передано на світлицю УСКТ. Головою цього гуртка, що існував з 1957 р. майже впродовж усього його існування був Михайло Павлище (з відомої в околицях Ельблонга української родини Павлищів депортованих з с. Затилля біля Любичі-Королівської). Марія стала активним членом цього гуртка. У Кшевську та Ельблонгу виник перший в регіоні український хор. Він концертував по околицям. Гурток УСКТ проводив у світлиці окрім проб хору також постановки п'єс місцевого драматичного гуртка та Шевченківські вечори, ялинки для дітей. Марія організовувала зі своїми учнями ці заходи. Зараз школа, де знаходилася світлиця вже не існує. На її місці зведено дерев'яні будинки навпроти автозаправної станції «Лотос».
Починаючи з першого дитячого конкурсу декламації в Ельблонгу 1966 р., Марія щороку готувала українських учнів до виступів на цьому щорічному конкурсі поезії, а пізніше ще й пісні та малюнку, що проводився Ельблонзьким колом УСКТ, а зараз проводиться тутешнім колом ОУП. Про успіхи дітей з Кшевська постійно писав часопис «Наше слово». Вчителька також працювала в журі цього конкурсу.

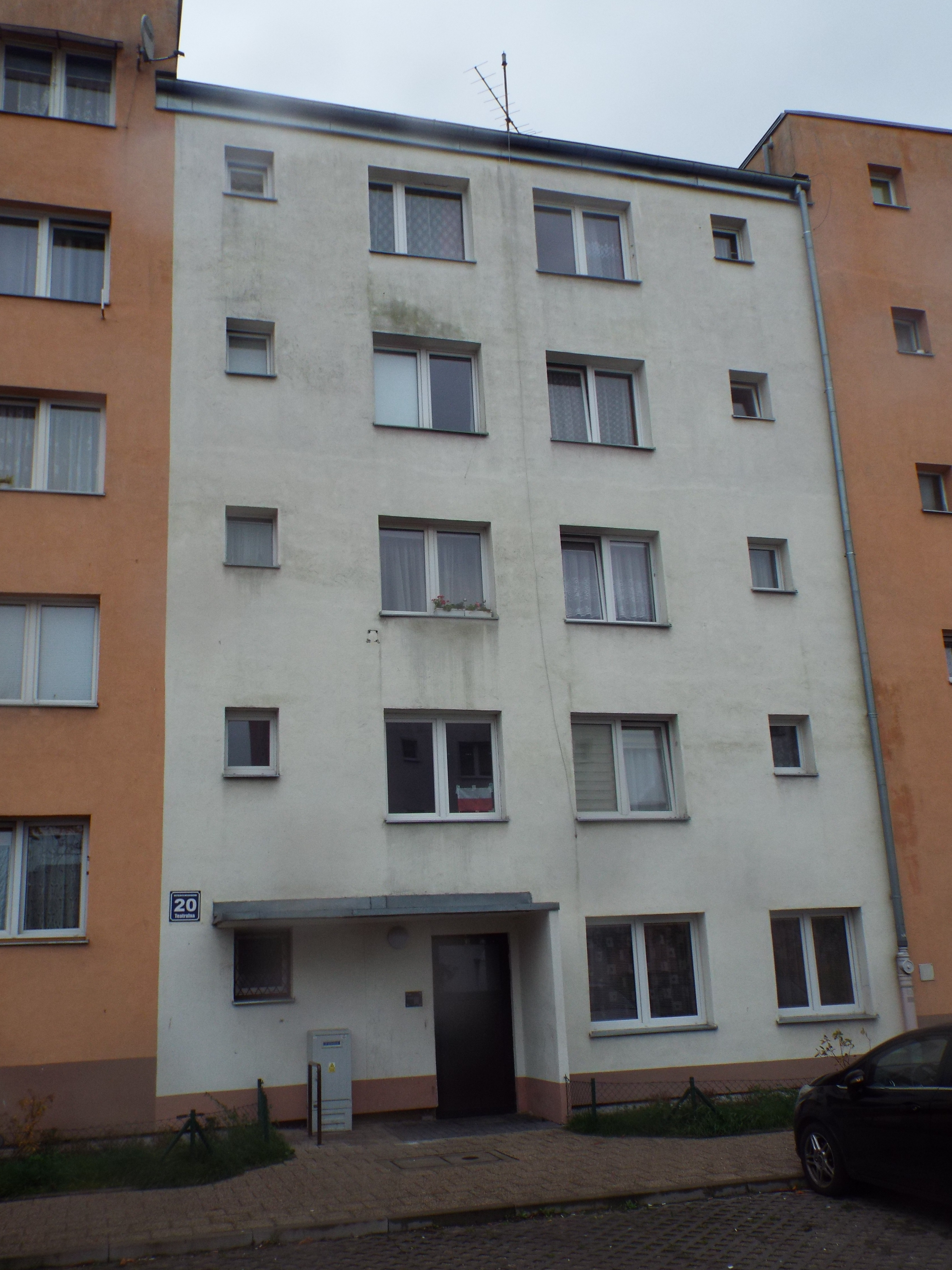
Будинок по вул. Teatralna 20, де розміщувався пункт навчання українській мові

Одначе коли молодь закінчувала середні школи, то вже не поверталася на село. За їх рахунок зокрема сильно зросла українська громада в Ельблонгу. Старші люди в околицях Кшевська вже не мали сили та бажання до суспільної праці. Але вони все одно приходили на збори місцевого гуртка УСКТ, які Марія організовувала у себе вдома. Саме з цієї причини перестав діяти пункт навчання української мови (у Журавцю). Відтак коли вже не було кого вчити у Журавці, а в Ельблонзі була численна громада дітей, вирішено відновити пункт навчання української мови в світлиці УСКТ в Ельлонгу на вул. Teatralna (24.09.1983 р. по довгій перерві відновлено навчання українській мові. Його вела Марія в світлиці на вул. Teatralna 20, кв. 1.). Вчителька навчала української мови на громадських засадах кожну суботу. Дітей ставало більше, тож від влади вдалося домогтися відкриття офіційного пункту навчання українській мові, в якому Марію Гутовську заступив новий професійний вчитель (Богдан Маєр з Львівщини). Пункт навчання української мови при Ельблонзькому колі Організації українців в Польщі досі працює.
В хаті Івана і Марії — Гутовських в Жравці 1984 р. починалася коляда української молоді з Ельблонга, яку возив своїм трактором Михайло Павлище. Родина Гутовських також пожертвувала кошти на будівництва гуртожитку для українських учнів у Білому Борі. 15.04 1984 р. відбулася І міжвоєводська конференція делегатів УСКТ в Ельблонгу, кінотеатр «Орел». Вибрано делегатів на 8-й з'їзд УСКТ, серед яких була і Марія Гутовська. Після конференції-наради делегати вислухали концерт до Шевченківських днів дітей з Ельблонга під керівництвом Марії. Робота з дітьми тривала, тепер вже в Ельблонгу. 30.03.1985 р. пройшов підготований Марією Шевченківський концерт дітей з Ельблонга. 22.03.1986 р. відбулося відзначення пам'яті Великого кобзаря, де виступили підопічні Марії — учні пункту навчання української мови в Ельблонгу.
Марія також дописувала в «Наше слово» про події в локальних структурах організації. Вчителька мала та розповсюджувала літературу, яка розповідала про справжню історію України, зокрема Голодомор, що викликало візити УБ.
Наразі Марія Гутовська бере активну участь у діяльності кола об'єднання українців в Польщі в Ельблонгу та української греко-католицької громади. Зокрема, в 2019 р. під час зустрічі в ельблонзькій бібліотеці провела презентацію українських національних звичаїв.
У найтяжчі дні російської інвазії в Україну в 2022 р. на громадських засадах займалася адаптацією українських дітей, що опинилися в Ельблонгу до навчання в польських школах. Опікувалася родинами українських біженців. Дана робота проводилася в школі № 16 .

## Відзначення
04 жовтня 1980 р. на засіданні воєводського активу УСКТ в світлиці в Ельблонгу було відмічено поза іншими діяльність довголітньої вчительки української мови Марії Гутовської. А з нагоди 25-ти річчя УСКТ 1981 р. Марію Гутовську нагороджено медаллю 25 — ти річчя УСКТ. Також вчителька була відзначена медаллю української школи в Білому Борі за довголітню педагогічну діяльність.

## Родина
Чоловік Іван Гутовський (17.02.1938-02.12.2002) — українець депортований до Кшевська з-під Любичі-Королівської — село Святе. Шлюб відбувся в українській церкві Різдва Пресвятої Богородиці в Пасленку за служіння отця Івана Яремина. Іван Гутовський працював водієм. Похований разом зі своєю матір'ю Марією Гутовською (12.08.1912-07.02.1973), на цвинтарі на Агриколя в Ельблонгу, сектор XXVIII, ряд 4, номер поховання 4. Неподалік похований також його батько Михайло Гутовський (16.10.1910-07. 10.1989), сектор IX, ряд 11, номер поховання 17. Має Має дві дочки та четверо онуків. Мешкала при школі в Журавцю, наразі мешкає в Вензіні.